# Pietro Sarubbi
Pietro Sarubbi (Milano, 22 giugno 1961) è un attore italiano.

## Biografia
Nato artisticamente come attore circense e di teatro, ha poi lavorato per il cinema e per la televisione. Nel 1985 avviene il suo debutto sia al cinema nel film Yuppies 2 sia in televisione nella serie Io e il duce. Successivamente recita sotto la direzione di grandi registi italiani: Gabriele Salvatores e Nanny Loy. Diventa noto al pubblico grazie ai ruoli interpretati in produzioni straniere come: Il mandolino del capitano Corelli diretto da John Madden e La passione di Cristo diretto da Mel Gibson. 
Dal 1985 al 2009 ha preso parte a numerose serie televisive e film per la TV.

## Filmografia

### Cinema
- Yuppies 2, regia di Enrico Oldoini (1985)
- Kamikazen - Ultima notte a Milano, regia di Gabriele Salvatores (1988)
- Scugnizzi, regia di Nanni Loy (1989)
- Musica per vecchi animali, regia di Stefano Benni e Umberto Angelucci (1989)
- Panama Sugar, regia di Marcello Avallone (1990)
- Piedipiatti, regia di Carlo Vanzina (1991)
- Papà dice messa, regia di Renato Pozzetto (1996)
- Ardena, regia di Luca Barbareschi (1997)
- I corti italiani (1997)
- I miei più cari amici, regia di Alessandro Benvenuti (1998)
- Il mandolino del capitano Corelli, regia di John Madden (2001)
- Tre mogli, regia di Marco Risi (2001)
- La passione di Cristo (The Passion of the Christ), regia di Mel Gibson (2004)
- Fuga dal call center, regia di Federico Rizzo (2008)
- La piccola A, regia di Salvatore D'Alia e Giuliano Ricci (2009)
- Il cantico di Maddalena, regia di Mauro Campiotti (2011)
- Benvenuto Presidente!, regia di Riccardo Milani (2013)
- La gente che sta bene, regia di Francesco Patierno (2014)
- Il ricco, il povero e il maggiordomo, regia di Aldo, Giovanni e Giacomo e Morgan Bertacca (2014)
- Vista mare, regia di Andrea Castoldi (2017)
- Agadah, regia di Alberto Rondalli (2017)
- La notte più lunga dell'anno, regia di Simone Aleandri (2021)

### Televisione
- Io e il duce – miniserie TV (1985)
- Atelier – miniserie TV (1985)
- Der lange Sommer – film TV (1989)
- L'Achille Lauro - Viaggio nel terrore – film TV (1990)
- Eurocops – serie TV (1992)
- In fuga per la vita – miniserie TV (1992)
- Il maresciallo Rocca – serie TV (1996)
- L'avvocato – serie TV (1996)
- Casa Vianello – serie TV (1991-2003)
- Giovanni Paolo II – miniserie TV (1996)
- Camera Café – serie TV (2003)
- Occhio a quei due – film TV (2009)
- Nebbie e delitti – serie TV (2009)
- Piloti – serie TV (2009)
- Imma Tataranni - Sostituto procuratore – serie TV, episodio 1x02 (2019)

### Cortometraggi
- Il sorvegliante, regia di Francesca Frangipane (1993)
- Il perfezionista, regia di Claudio Malaponti (1996)
- Il killer evanescente, regia di Paolo Doppieri (1999)
- Selezione, regia di Simone Andrizzi (2008)
- Last Supper, regia di Leo Fiorica (2011)
- Little Talks, regia di Yassen Genadiev (2014)

## Doppiatori italiani
- Francesco Pannofino in Piedipiatti
- Pino Ammendola in Papà dice messa